# Joo Sang-wook
Joo Sang-wook (en hangul, 주상욱; en hanja, 朱 相 昱; nacido el 18 de julio de 1978) es un actor surcoreano, conocido sobre todo por su participación en las series televisivas Giant, Good Doctor, Cunning Single Lady, Birth of a Beauty y Special Affairs Team TEN.

## Vida personal
Joo Sang-wook se casó con la actriz Cha Ye-ryun en mayo de 2017 después de un noviazgo que había empezado en marzo de 2016. Cha anunció que estaba esperando un bebé en diciembre de 2017. Tuvieron una niña el 31 de julio de 2018

## Filmografía

### Series de televisión
| Año     | Título                                       | Papel                      | Canal                     | Notas                     | Ref.          |
| ------- | -------------------------------------------- | -------------------------- | ------------------------- | ------------------------- | ------------- |
| 1997    | Docu X                                       | Lee Jin-soo                | SBS                       |                           |               |
| 1998    | New Generation Report: Adults Don't Know     |                            | KBS1                      |                           |               |
| 1998    | Tomorrow                                     | Park Geon                  | EBS                       |                           |               |
| 1999    | Make Your Dreams Come True                   | Park Geon                  | EBS                       |                           |               |
| 2006    | MBC Best Theater                             |                            | MBC                       |                           |               |
| 2007    | Air City                                     | Ahn Kang-hyun              | MBC                       |                           |               |
| 2007    | Kimcheed Radish Cubes                        | Park Jae-woo               | MBC                       |                           |               |
| 2007    | North Koreans to Come Out of Hiding          | Park                       | KBS2                      | Drama City                | [ 9 ]         |
| 2008    | The Love Revenger, Miss Jo                   | Lee Ki-hyeon               | KBS2                      | Drama City                |               |
| 2008    | One Mom and Three Dads                       | Jung Chan-young            | KBS2                      |                           |               |
| 2008    | Chunja's Happy Events                        | Lee Joo-hyuk               | MBC                       |                           |               |
| 2009    | The Accidental Couple                        | Kim Kang-mo                | KBS2                      |                           |               |
| 2009    | Queen Seondeok                               | Wolya                      | MBC                       |                           |               |
| 2010    | Giant                                        | Jo Min-woo                 | SBS                       |                           | [ 10 ]        |
| 2011    | Paradise Ranch                               | Seo Yun-ho                 | SBS                       |                           | [ 11 ]        |
| 2011    | My Princess                                  | Hyun-woo                   | MBC                       | Cameo, ep. 9              |               |
| 2011    | The Thorn Birds                              | Lee Young-jo               | KBS2                      |                           | [ 12 ]        |
| 2011    | Special Affairs Team TEN                     | Yeo Ji-hoon                | OCN                       |                           |               |
| 2011    | You're Here, You're Here, You're Really Here | Sang-hoon                  | MBN                       | Cameo                     |               |
| 2012    | Feast of the Gods                            | Choi Jae-ha                | MBC                       |                           | [ 13 ]        |
| 2013    | Special Affairs Team TEN Season 2            | Yeo Ji-hoon                | OCN                       |                           | [ 14 ]        |
| 2013    | Buen doctor                                  | Kim Do-han                 | KBS2                      |                           | [ 15 ]        |
| 2013    | After School: Lucky or Not                   | cameo, ep. 3               | Nate Hoppin, BTV, T-Store |                           |               |
| 2013    | Waiting for Love                             | trabajador del restaurante | KBS2                      | Cameo, ep. 2              |               |
| 2014    | I Need Romance 3                             | exnovio de Joo-yeon        | tvN                       | Cameo, ep. 1              |               |
| 2014    | Birth of a Beauty                            | Han Tae-hee                | SBS                       |                           | [ 16 ]        |
| 2014    | Cunning Single Lady                          | Cha Jung-woo               | MBC                       |                           | [ 17 ]        |
| 2015    | Glamorous Temptation                         | Jin Hyung-woo              | MBC                       |                           | [ 18 ]        |
| 2015    | Fiscal enmascarado                           | Ha Dae-chul                | KBS2                      |                           | [ 19 ]        |
| 2016    | Fantastic                                    | Ryu Hae-sung               | JTBC                      |                           | [ 20 ]        |
| 2018    | Grand Prince                                 | Lee Kang                   | TV Chosun                 |                           | [ 21 ]        |
| 2018    | Fates & Furies                               | Tae In-joon                | SBS                       |                           | [ 22 ]        |
| 2019    | Welcome to Waikiki 2                         | Kang Min-ho                | JTBC                      | Cameo, ep. 2              |               |
| 2020    | Touch                                        | Cha Jeong Hyeok            | Channel A                 |                           | [ 23 ]        |
| 2021–22 | The King of Tears, Lee Bang-won              | Yi Bang-won                | KBS1                      |                           | [ 24 ]        |
| 2022    | Alquimia de almas                            | Jang Gang                  | tvN                       |                           | [ 25 ] [ 26 ] |
| 2023    | Bo-ra! Deborah                               | Han Sang-jin               | ENA                       |                           | [ 27 ] [ 28 ] |
| 2025    | Corazones enterrados                         | Yeo Soon-ho                | SBS                       | Aparición especial, ep. 3 | [ 29 ] [ 30 ] |

### Cine
| Año  | Título                | Papel                                   | Ref.   |
| ---- | --------------------- | --------------------------------------- | ------ |
| 2006 | Arang                 | Jae-hyuk                                |        |
| 2007 | The Perfect Couple    | Kim Jong-hyuk (cameo)                   |        |
| 2008 | Mi mujer se ha casado | Han Jae-kyung                           | [ 31 ] |
| 2010 | No Mercy              | abogado defensor de Lee Sung-ho (cameo) |        |
| 2012 | The Scent             | Han Gil-ro                              | [ 32 ] |
| 2012 | 90 Minutes            | Sang-hee                                | [ 33 ] |
| 2013 | Days of Wrath         | Joon-seok                               | [ 34 ] |
| 2014 | The Huntresses        | Sa-hyun                                 |        |
| 2015 | Trot                  | Jae-gu                                  | [ 35 ] |

### Espectáculos de variedades
| Año     | Título                               | Canal     | Papel              | Notas            | Ref.          |
| ------- | ------------------------------------ | --------- | ------------------ | ---------------- | ------------- |
| 2012-13 | Qualifications of Men                | KBS2      | Miembro del equipo |                  | [ 36 ] [ 37 ] |
| 2019    | The Fishermen and the City (temp. 1) | Channel A | Invitado           | Episodio 86      |               |
| 2020    | The Fishermen and the City (temp. 2) | Channel A | Invitado           | Episodios 7-8    |               |
| 2022    | Korean Food Chronicle                | KBS1      | Presentador        | Episodios 1-4    | [ 38 ]        |
| 2022-23 | Second House                         | KBS2      | Miembro del equipo | Temporadas 1 y 2 | [ 39 ]        |

### Vídeos musicales
| Año  | Título tema      | Artista         |
| ---- | ---------------- | --------------- |
| 2011 | «Stay the Night» | Jeong Seung-won |
| 2012 | «Be With You»    | The SeeYa       |
| 2012 | «Venus»          | Hello Venus     |

## Discografía
| Año  | Artista                           | Título                           | Disco                             |
| ---- | --------------------------------- | -------------------------------- | --------------------------------- |
| 2009 | Park Sang-min feat. Joo Sang-wook | 비가 와요 («It's Raining»)       | It's Raining 12th Special Edition |
| 2009 | Joo Sang-wook                     | 그대가 그립습니다 («I Miss You») | Queen Seondeok Special OST        |

## Premios y nominaciones
| Año  | Premio                           | Categoría                                                     | Papel                           | Resultado | Ref.   |
| ---- | -------------------------------- | ------------------------------------------------------------- | ------------------------------- | --------- | ------ |
| 2010 | SBS Drama Awards                 | Mejor actor revelación                                        | Giant                           | Ganador   | [ 41 ] |
| 2010 | SBS Drama Awards                 | Mejor pareja con Hwang Jung-eum                               | Giant                           | Ganadores | [ 41 ] |
| 2011 | 6th Asia Model Festival Awards   | Premio Model Star                                             | —                               | Ganador   | [ 42 ] |
| 2011 | 4th Korea Drama Awards           | Mejor actor de reparto                                        | Giant, The Thorn Birds          | Ganador   | [ 43 ] |
| 2011 | 5th Asia Jewelry Awards          | Premio Diamond, actor                                         | —                               | Ganador   |        |
| 2011 | KBS Drama Awards                 | Premio a la excelencia, actor en serie de media duración      | The Thorn Birds                 | Nominado  |        |
| 2011 | KBS Drama Awards                 | Premio Netizen, actor                                         | The Thorn Birds                 | Nominado  |        |
| 2012 | 1st K-Drama Star Awards          | Premio a la excelencia, actor                                 | Feast of the Gods               | Nominado  |        |
| 2012 | KBS Entertainment Awards         | Mejor principiante en espectáculo de variedades               | Qualifications of Men           | Ganador   | [ 44 ] |
| 2012 | MBC Drama Awards                 | Premio a la gran excelencia, actor en drama especial          | Feast of the Gods               | Nominado  |        |
| 2013 | Herald DongA TV Lifestyle Awards | Mejor vestido                                                 | —                               | Ganador   | [ 45 ] |
| 2013 | 6th Korea Drama Awards           | Premio a la gran excelencia, actor                            | Good Doctor                     | Nominado  |        |
| 2013 | 2nd APAN Star Awards             | Premio a la excelencia, actor                                 | Good Doctor                     | Nominado  |        |
| 2013 | KBS Drama Awards                 | Premio a la excelencia, actor en serie de media duración      | Good Doctor                     | Ganador   | [ 46 ] |
| 2013 | KBS Drama Awards                 | Premio Netizen, actor                                         | Good Doctor                     | Nominado  | [ 46 ] |
| 2014 | MBC Drama Awards                 | Premio a la excelencia, actor en miniserie                    | Cunning Single Lady             | Nominado  |        |
| 2014 | MBC Drama Awards                 | Premio a la popularidad, actor                                | Cunning Single Lady             | Nominado} |        |
| 2014 | SBS Drama Awards                 | Premio a la excelencia, actor en drama especial               | Birth of a Beauty               | Nominado  |        |
| 2014 | SBS Drama Awards                 | Mejor pareja con Han Ye-seul                                  | Birth of a Beauty               | Ganador   | [ 47 ] |
| 2014 | SBS Drama Awards                 | Top 10 Stars                                                  | Birth of a Beauty               | Ganador   |        |
| 2015 | MBC Drama Awards                 | Premio a la gran excelencia, actor en drama especial          | Glamorous Temptation            | Nominado  |        |
| 2015 | KBS Drama Awards                 | Premio a la excelencia, actor en miniserie                    | The Man in the Mask             | Nominado  |        |
| 2019 | SBS Drama Awards                 | Premio a la gran excelencia, actor en serie de media duración | Fates & Furies                  | Nominado  |        |
| 2022 | 8th APAN Star Awards             | Premio a la gran excelencia, actor en serie                   | The King of Tears, Lee Bang-won | Ganador   | [ 48 ] |
| 2022 | KBS Entertainment Awards         | Premio a la excelencia (telerrealidad)                        | 2nd House                       | Nominado  | [ 49 ] |
| 2022 | KBS Entertainment Awards         | Mejor pareja con Jo Jae-yoon                                  | 2nd House                       | Ganadores | [ 50 ] |
| 2022 | KBS Drama Awards                 | Gran Premio (Daesang)                                         | The King of Tears, Lee Bang-won | Ganador   | [ 51 ] |
| 2022 | KBS Drama Awards                 | Premio a la gran excelencia, actor                            | The King of Tears, Lee Bang-won | Nominado  | [ 52 ] |
| 2022 | KBS Drama Awards                 | Premio a la excelencia, actor en serie                        | The King of Tears, Lee Bang-won | Nominado  | [ 53 ] |